# José de las Casas
José de las Casas Acevedo (Valdemorillo, Madrid, 26 de noviembre de 1925-Madrid, 25 de julio de 2004) fue un periodista español.

## Trayectoria
Pese a licenciarse en Derecho, desarrolló su carrera profesional en el mundo del periodismo, en el que se inició en 1946 colaborando con el diario El Alcázar. 
En 1956 ingresa en Televisión Española, estando considerado de hecho, uno de los pioneros del medio en España. Desde ese momento y hasta 1962 y de nuevo entre 1964 y junio de 1968 fue director del área de Informativos y artífice primero del Telediario, el noticiario decano en la televisión en España, emitido diariamiente desde el año 1957. También diseñó programas como A toda plana, Enviado especial y Perfil de la semana; también promovió la incorporación a TVE e impulsó la carrera de jóvenes profesionales procedentes de la Escuela Oficial de Periodismo, como Jesús Hermida.
En 1968 recibió la Antena de Oro por su labor en televisión.
Entre junio de 1968 y diciembre de 1970 fue director de Televisión Española. Y entre febrero de 1974 y febrero de 1976 es director de los Servicios Informativos de RTVE.
Posteriormente, entre 1989 y 1992, trabaja en Antena 3 con el cargo de director de Formación, sentando como había hecho treinta años antes las bases de los nuevos informativos.
En su última etapa fue reconocido por la Academia de Televisión y de las Ciencias y Artes del Audiovisual de España, que en 1999 le concedió el Premio A toda una vida. Fue desde 2000 miembro de la Junta Directiva de la Academia, dirigió su revista Carta de Ajuste y desde 2002 hasta su fallecimiento, fue su portavoz.